# Protracheoniscus mehelyi
Protracheoniscus mehelyi är en kräftdjursart som beskrevs av Kesselyak1930. Protracheoniscus mehelyi ingår i släktet Protracheoniscus och familjen Trachelipodidae. Inga underarter finns listade i Catalogue of Life.